# Likeurstokerij Columbia

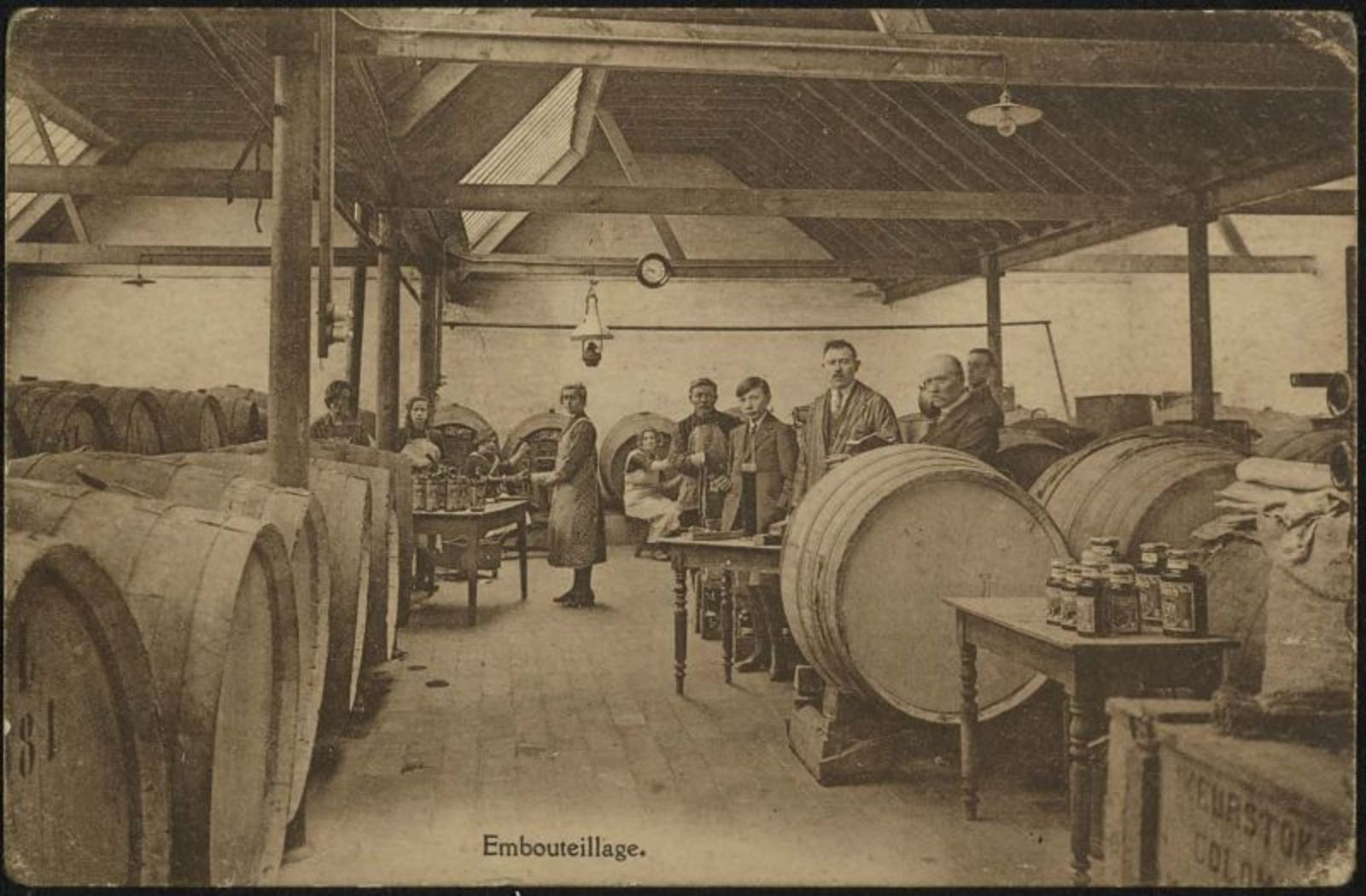
Postkaart 'Distillerie Colombia, Victor Laureys, Borsbeke, Embouteillage

Likeurstokerij Columbia werd in 1923 opgericht in Borsbeke.

## Geschiedenis
Kort na de Eerste Wereldoorlog startte Victor Laureys met zijn echtgenote Louisa Mertens in 1923 met een stokerij in Borsbeke. Zij begonnen met de productie en uitvoer van bieren en limonades. Omdat in die tijd de productie zich beperkte tot de lokale dorpsbieren, wilde Victor Laureys al gauw uitbreiden en begon hij met het stoken van likeuren. Hiervoor versneed hij met aangekochte zuivere alcohol met suiker en/of een siroop. De productie hiervan omvatte de hele cyclus: stokerij, bottelarij, etikettering... Er waren toen een vijftal personen in dienst.
Victor bracht zijn waren eerst met paard en kar bij zijn klanten, maar hij was een van de eersten in de omgeving die de verdeling daarna met een bestelwagen deed.
In 1932 overleed Victor Laureys en werd de productie en verdeling overgenomen door zijn weduwe en zijn zoon Hector. De productie omvatte typische vrouwenlikeuren als "Elexir" en cognacachtige sterke dranken.
Tijdens de Tweede Wereldoorlog was de bevoorrading van de grondstoffen bijzonder moeilijk. Na deze periode werden de wettelijke voorschriften echter zeer beperkend en uiteindelijk stopte de firma Columbia in 1970. In 2004 werd het gebouw, waarin in de voorgevel de naam van stokerij was ingewerkt, te koop aangeboden.